# Franz Sigel

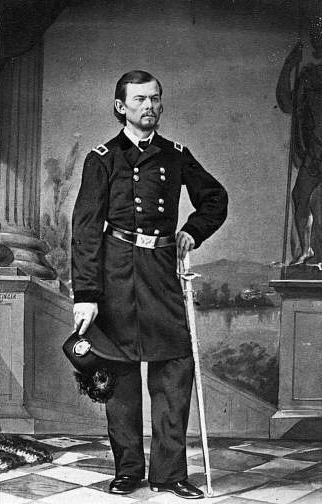
Franz Sigel im Jahr 1861 als General der United States Army im Sezessionskrieg

Franz Peter Sigel (* 18. November 1824 in Sinsheim; † 21. August 1902 in Bronx, New York City) war Offizier der Badischen Armee und Kriegsminister der badischen Revolutionäre in der Märzrevolution von 1848/1849. Nach der Revolution emigrierte er in die Vereinigten Staaten und wurde dort Lehrer und Dozent und ein bedeutender Vertreter der Forty-Eighters. Sigel war ein wichtiger Unterstützer von Abraham Lincoln, diente während des Sezessionskrieges als Generalmajor des Unionsheeres und wurde später Politiker und Zeitungsverleger.

## Leben

### Anfänge
Franz Peter Sigel wurde als viertes von sieben Kindern des aus Bruchsal stammenden und in Sinsheim tätigen Oberamtmannes Franz Moritz Sigel und der Maria Anna Paulina Lichtenauer geboren. Er besuchte von 1838 bis 1840 das Gymnasium in Bruchsal, dann die Kadettenschule in Karlsruhe, an der er im Herbst 1843 graduierte. Danach wurde er als Leutnant in das 4. badische Infanterie-Regiment nach Mannheim versetzt. Aus politischen Gründen und nach einem Duell mit dem Bataillonsadjutanten nahm Sigel im Herbst 1847 seinen Abschied aus dem Regiment. Sigel plante, in Heidelberg Jura zu studieren, jedoch kamen die revolutionären Ereignisse dazwischen.

### Badische Revolution

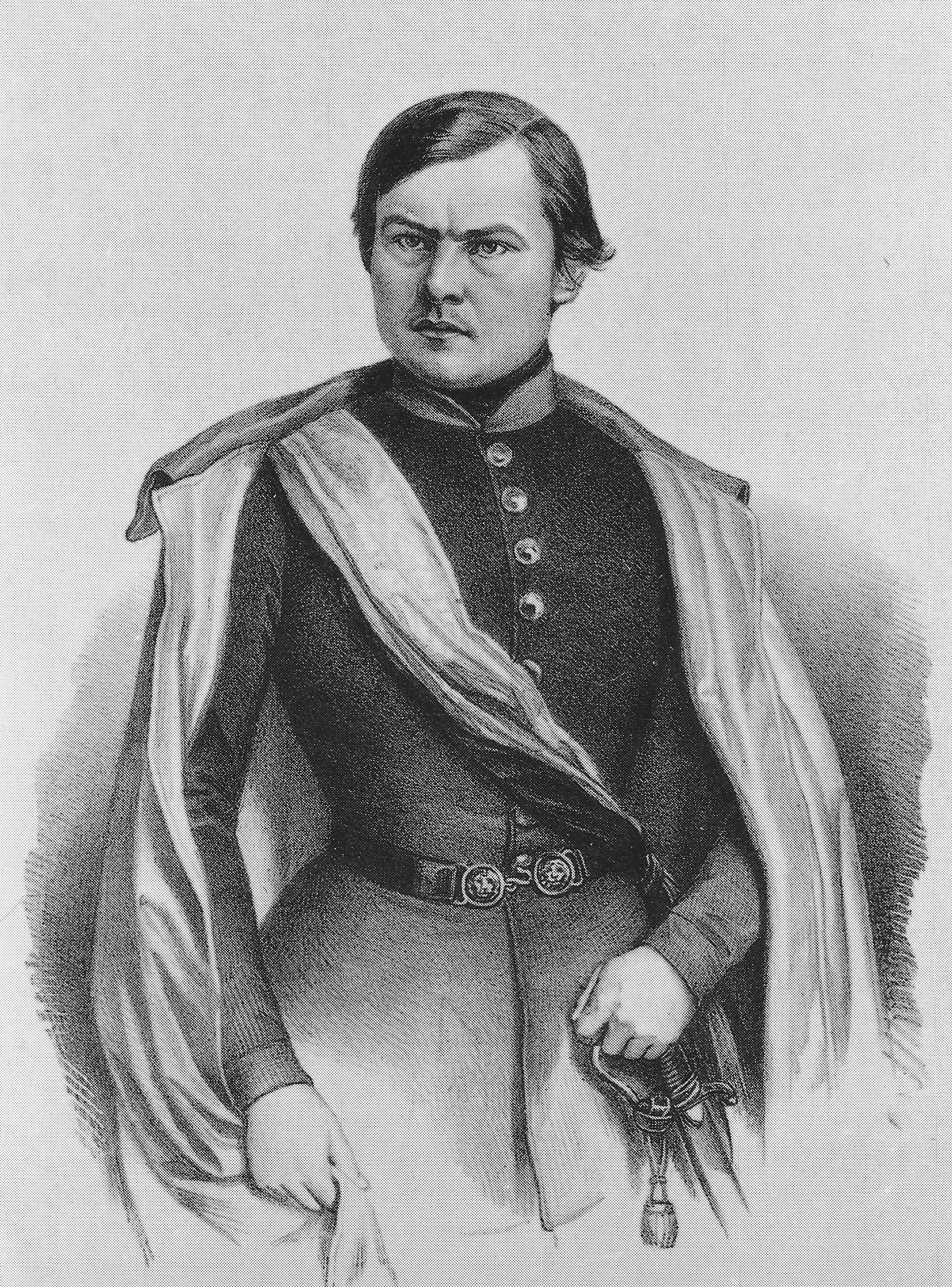
Franz Sigel 1849

Anfang März 1848 begann nach der Februarrevolution in Frankreich die bürgerlich-liberale Märzrevolution in den Staaten des Deutschen Bundes zuerst im Großherzogtum Baden. Sie hatte die nationale Einigung der deutschen Fürstentümer und die Einrichtung liberaler, demokratischer Verfassungen zum Ziel. Franz Sigel, von der badischen Revolution erfasst, stellte 1848 zunächst ein Freikorps mit 500 Mann auf, nahm an der Offenburger Versammlung teil, begab sich nach Konstanz und beteiligte sich von dort aus am letztlich erfolglosen Heckerzug. Nach dem Gefecht bei Günterstal und im darauffolgenden Sturm auf Freiburg lösten sich seine Truppen weitgehend auf. Während des Gefechts bei Dossenbach befand er sich noch im oberen Wiesental bei Todtnau. Nach seinem kurzzeitigen Exil in der Schweiz wurde er von den badischen Revolutionären 1849 beim erneuten Aufflammen der Revolution zurückberufen. Nach der Flucht des Großherzogs Leopold von Baden wurde Sigel Kriegsminister in der provisorischen revolutionären Regierung unter Lorenz Brentano. Als Oberbefehlshaber der Revolutionstruppen wurde Sigel im Gefecht bei Waghäusel verwundet und musste sich durch den französisch-polnischen Revolutionsgeneral Ludwik Mierosławski ablösen lassen, dessen Stellvertreter und Generaladjutant Sigel wurde. Die aussichtslose Lage der Revolutionäre vor Augen, wich er mit den unter seiner Führung verbliebenen Einheiten im Juli 1849 in die Schweiz aus. Im September 1850 wurde Franz Sigel in Karlsruhe in Abwesenheit zu „lebenslänglichem Zuchthaus“ verurteilt.

### Ende des Aufstandes im Klettgau
Die Reste der Revolutionsarmee zogen am Hochrhein aufwärts nach Waldshut und Grießen, um von dort nach Lottstetten zu gelangen. Bei Baltersweil bezogen sie Lager und führten die Artillerie bei Bühl gegen die rasch nachrückenden Preußen auf. Am 11. Juli 1849 übertrat Sigel zusammen mit Joseph Weißhaar und den restlichen Truppen auf Anraten des Oberst Rudolf Benz, Kommissär der Kantonsregierung Zürich, bei Eglisau den Rhein. Sie wurden entwaffnet und interniert. Die Preußen blieben als Besatzung bis 1850.

### Auswanderung
Nach seiner Ausweisung aus der Schweiz 1851 hielt sich Sigel zunächst in London auf, um wie viele andere exilierte Revolutionäre aus den Staaten des Deutschen Bundes vor ihm, am 1. Mai 1852 mit dem Schiff von Southampton aus nach Amerika zu reisen. Am 24. Mai traf er mit dem Schiff Washington in New York ein, wo er Lehrer an Privatschulen wurde und in der staatlichen Miliz als Oberst diente. 1856 nahm Sigel in St. Louis, Missouri die Stelle eines Geschichts- und Mathematiklehrers am Deutsch-Amerikanischen Institut an. 1860 wurde er Direktor der öffentlichen Schulen in St. Louis.

### Amerikanischer Bürgerkrieg
Nach dem Beginn des Amerikanischen Bürgerkrieges übernahm Sigel das Kommando über das 3. Missouri-Infanterie-Regiment, eines von fünf fast nur aus Deutschen bestehenden Regimentern, die im April 1861 auf der Seite der Union in St. Louis, Missouri aufgestellt worden waren, und wurde am 4. Mai 1861 zum Oberst befördert. Der Staat Missouri war hinsichtlich der Sympathien für Union oder Konföderierte gespalten und im Mai 1861 sammelten sich pro-konföderierte Milizen im Camp Jackson in St. Louis, die durch die deutschen Freiwilligenverbände der Union unter Brigadegeneral Nathaniel Lyon unmittelbar entwaffnet wurden. Weil dabei auch auf protestierende Anhänger der Konföderierten in einer Menschenansammlung geschossen wurde, kam es in der Stadt zu anti-deutschen Ausschreitungen. Deutsche Geschäfte wurden verwüstet, die Angehörigen der Regimenter wurden in Erinnerung an den Unabhängigkeitskrieg als „hessische Mietlinge“ beschimpft. St. Louis konnte aber für die Union gesichert werden.
Am 5. Juli 1861 erlitt Sigel beim Gefecht bei Carthage eine Niederlage gegen die pro-konföderierten Milizen, die jedoch die Rekrutierung von deutschstämmigen Freiwilligen förderte. Lincoln ernannte ihn wegen seiner Beliebtheit daraufhin am 7. August zum Brigadegeneral des Freiwilligenheeres.

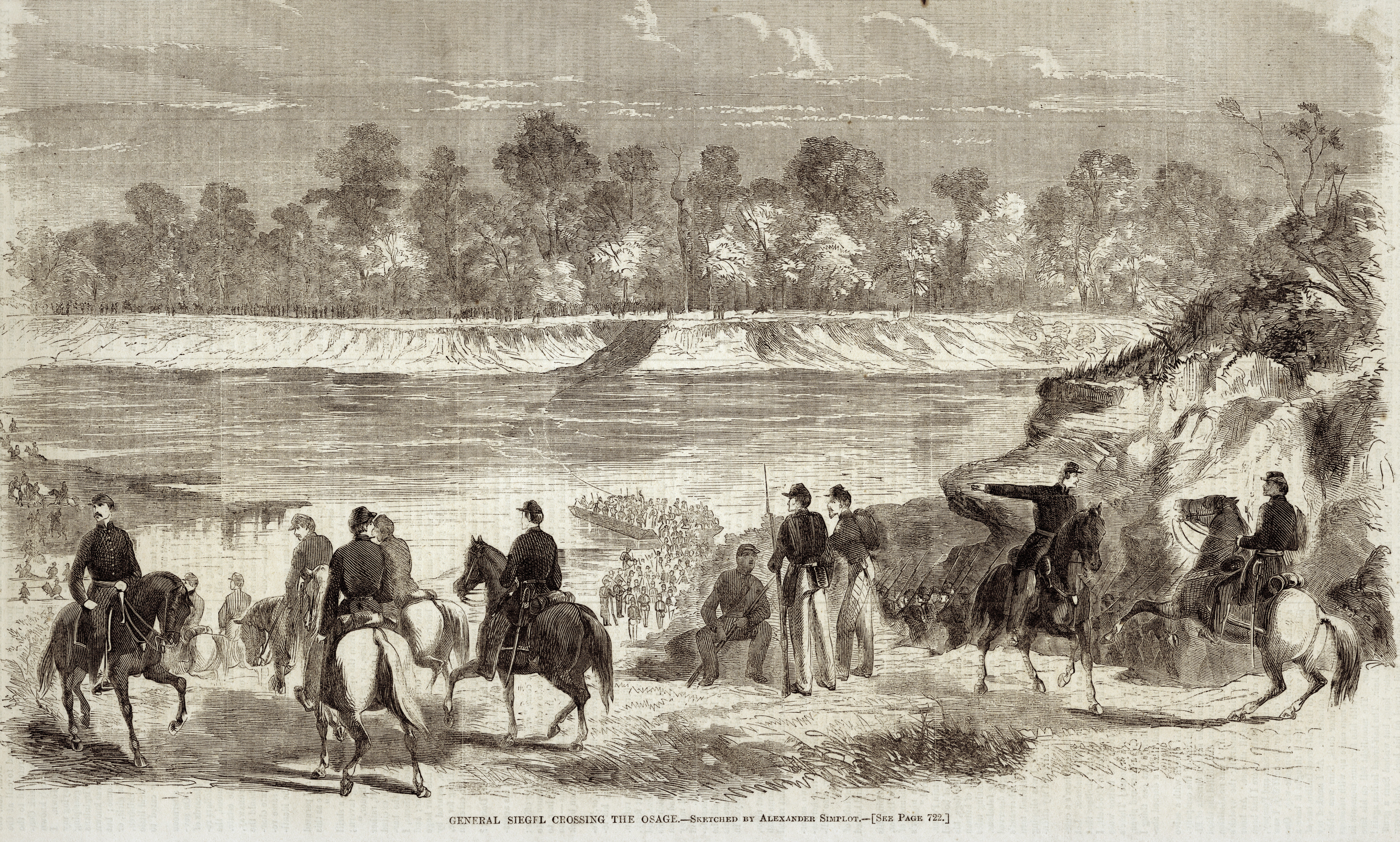
Alexander Simplot: General Siegel [sic] Crossing the Osage, Illustration aus Harper’s Weekly, 16. November 1861

Nach der verlorenen Schlacht an Wilsons Creek am 10. August 1861, bei der er nach dem Tod von General Nathaniel Lyon das Kommando übernahm, stand Sigel bei der Führung des US-Heeres im Ruf, zwar eine umfangreiche militärtheoretische Vorbildung, aber große taktische Schwächen in der praktischen Umsetzung zu haben. Zudem habe er die Disziplin der ihm unterstellten Truppen nicht immer aufrechterhalten können, und seine logistischen Maßnahmen galten als mangelhaft. Sigel erwarb sich aber um die Union Verdienste dadurch, dass er aufgrund seines Rufes als Revolutionsgeneral eine große Zahl deutscher Einwanderer (insbesondere exilierte Revolutionäre wie er) als Freiwillige für das Heer anwerben konnte. Deren in deutschamerikanischem Englisch verfasstes Kampflied I’m going to fight mit Sigel wurde zu einer der populärsten Hymnen des Bürgerkrieges.
Für Lincoln war er außerdem als Wahlkampfhelfer gefragt. Aus diesem Grund wurde ihm trotz heftiger Kritik von Seiten vieler Unionsgeneräle immer wieder ein Kommando übertragen.
Sigels Stärke war sein strategisches Denken. Tatsächlich konnte nach der verlorenen Schlacht an Wilsons Creek bei einer anfänglichen zahlenmäßigen Unterlegenheit der Unionstruppen von 2 zu 1 der Staat Missouri für die Union gehalten werden. Hierbei war es durchaus von Vorteil, dass Sigel dem Kampf auswich. Sein größter Erfolg war die gewonnene Schlacht von Pea Ridge im März 1862, in der er zwei der vier Divisionen der US-Truppen befehligte. Hierdurch konnte Missouri endgültig für die Union gesichert werden.
Nach einer Auseinandersetzung mit dem Oberbefehlshaber des Heeres Henry Wager Halleck, der aus seiner geringen Meinung für Sigels militärische Fähigkeiten keinen Hehl machte, reichte er sein Abschiedsgesuch ein, das er jedoch wieder zurückzog. Für seine Verdienste in der Schlacht am Pea Ridge wurde er mit Wirkung zum 21. März 1862 zum Generalmajor der Freiwilligen befördert und auf eigenen Wunsch auf den östlichen Kriegsschauplatz versetzt. Dort erhielt er das Kommando einer Division in Harpers Ferry, damals Virginia.

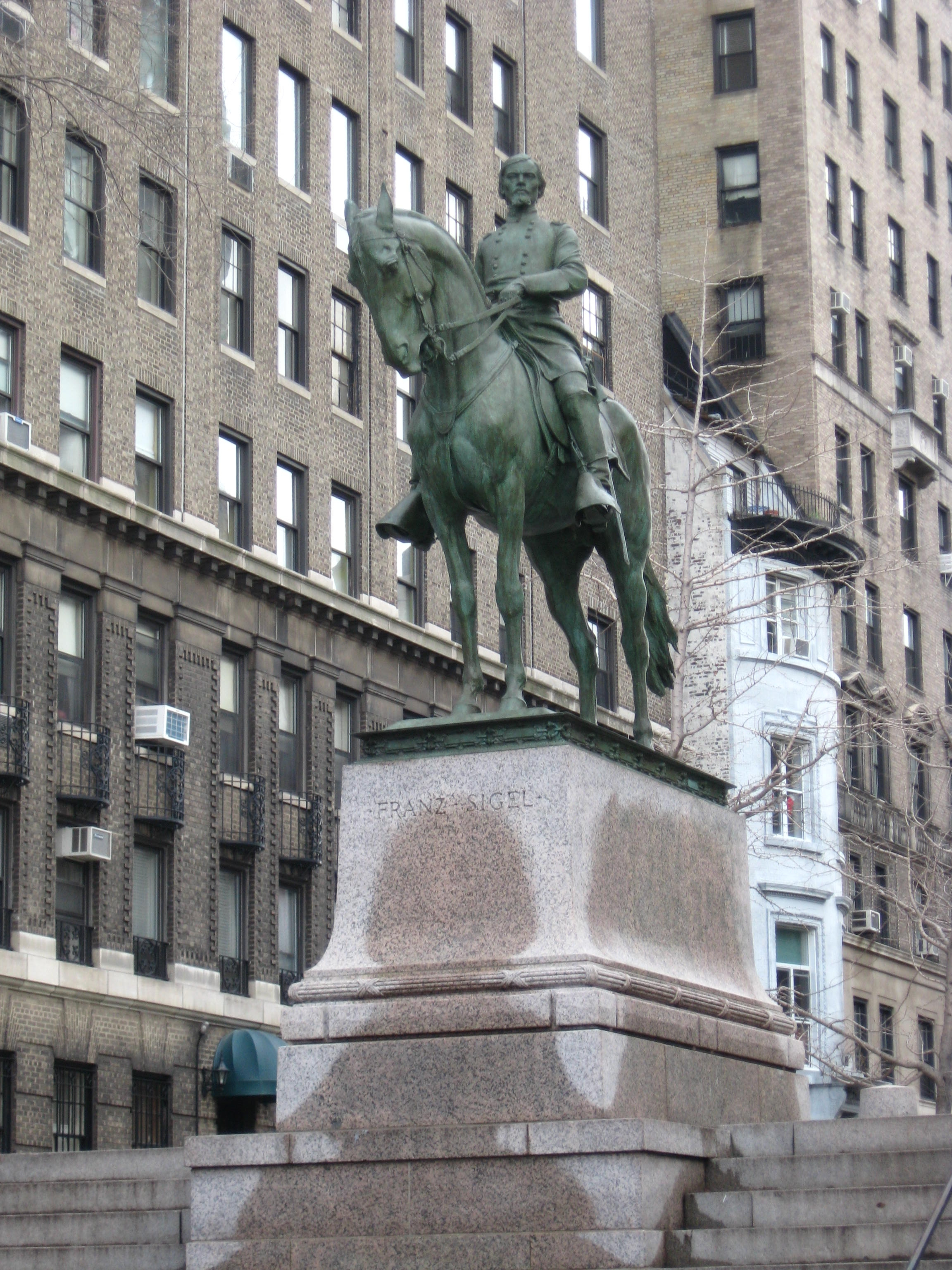
Sigel-Denkmal am Riverside-Drive in Manhattan

Er befehligte ab dem 30. Juni 1862 als Nachfolger von John C. Frémont das I. Korps der Virginia-Armee, wobei Carl Schurz einer seiner Divisionskommandeure war. Sigel nahm unter General John Pope an dessen Nord-Virginia-Feldzug teil und kämpfte in der zweiten Schlacht am Bull Run, in der er an der Hand verwundet wurde. Ab dem 12. September 1862 wurde sein Korps als XI. Korps in die Potomac Armee integriert. Einen Einsatz bei der Schlacht von Fredericksburg  verpasste das Korps, da es unter seinem damaligen Kommandierenden General Sigel – er kommandierte sogar die „Grand Reserve Division“ aus dem XI. und XII. Korps unter General Burnside – zu spät kam. Sigel reichte dreimal ein Rücktrittsgesuch ein, das schließlich im Februar 1863 akzeptiert wurde.
Halleck schob ihn auf ein Kommando im Osten Pennsylvanias ab. 1864 wurde er auf Befehl von Lincoln, der Unterstützung bei seiner Wiederwahl benötigte, Befehlshaber im Wehrbereich West Virginia und erhielt von Ulysses S. Grant im Mai ein neues Feldkommando: er sollte das Shenandoahtal sichern, wurde aber in der Schlacht bei New Market am 15. Mai 1864 von General Breckinridge geschlagen. Sigel wurde daraufhin auf Drängen von Halleck und Grant abgelöst und durch General David Hunter ersetzt. Während des Raids von General Early im Juli 1864 kommandierte er die Garnison in Harpers Ferry. Sigel und der ihm unterstellte General Max Weber räumten die Stadt bei Earlys Herannahen und errichteten auf den nordöstlich gelegenen Maryland Heights eine befestigte Linie, die Earlys direkten Weg zu den Straßen nach Baltimore und Washington blockierte. Grant hatte jedoch das Vertrauen in Sigel verloren und ersetzte ihn durch General Albion P. Howe.

### Zivile Nachkriegskarriere
Am 4. Mai 1865 quittierte Sigel seinen Dienst im Heer, um als Privatmann in Baltimore eine Zeitung für Deutsche herauszugeben, den Baltimore Wecker. 1866 zog er schließlich nach New York, um wiederum als erfolgreicher Zeitungsverleger tätig zu werden. Sigel gründete einen bedeutenden Verlag, gab das New York Deutsches Volksblatt heraus und war bis zu seinem Tode Redakteur des New York Monthly. Er kandidierte 1869 für die Demokraten für das Amt des Staatssekretärs von New York, unterlag aber in den Wahlen. 1871 wurde er für die Republikaner zum Standesbeamten (Register) von New York gewählt. 1880 kämpfte er für den demokratischen Präsidentschaftskandidaten General Hancock. 1885 bis 1887 wurde er von Präsident Grover Cleveland zum Pensionsagenten für New York City ernannt.
Sigel liegt auf dem Woodlawn Cemetery in der Bronx begraben.

## Posthume Ehrungen
Neben diversen „Franz-Sigel-Straßen“ in seiner alten Heimat erinnern in den USA
- das Reiterstandbild in St. Louis (Forest Park) und ein
- Reiterdenkmal auf dem Riverside-Drive, Ecke 106th Street West in Manhattan, New York

an Franz Sigel.
Verschiedene Städte, Orte und Plätze tragen in den USA seinen Namen:
- Sigel, Pennsylvania[16]
- Sigel, Illinois
- Sigel, Chippewa County, Wisconsin
- Sigel, Wood County, Wisconsin
- Sigel Township, Shelby County, Illinois
- Sigel Township, Michigan
- Sigel Township, Minnesota

## Teilnahme an Schlachten
- 21. Juni 1849 Gefecht bei Waghäusel, Baden (als Revolutionsgeneral befehligte er den rechten Flügel)[17]
- 5. Juli 1861 Gefecht bei Carthage, Missouri
- 10. August 1861 Schlacht an Wilsons Creek, Missouri (als Oberst, Kommandeur der 2. Missouri Volunteers Brigade)
- 7. und 8. März 1862 Schlacht von Pea Ridge (als Brigadegeneral, Kommandeur zweier Divisionen)
- 28. bis 30. August 1862 Zweite Schlacht am Bull Run, Kommandeur des 1. Korps der Army of Virginia
- 15. Mai 1864 Schlacht bei New Market, Virginia (als Generalmajor)

## Unter seinem Kommando
- 3. Missouri-Infanterie-Regiment, Mai bis Juli 1861
- 2. Brigade, Army of the West, Juli bis August 1861
- 4. Brigade, Army of the West, August 1861
- 3. Division, Westlicher Wehrbereich, September bis Oktober 1861
- 4. Brigade, Westlicher Wehrbereich, Oktober bis November 1861
- 4. Brigade, Wehrbereich Missouri, November bis Dezember 1861
- 4. Brigade, Army of the Southwest, Dezember 1861 bis Februar 1862
- 1. und 2. Division, Army of the Southwest, Februar bis Mai 1862
- Sigel´s Division, Wehrbereich Shenandoah, Juni 1862
- I. Korps, Army of Virginia, Juni bis September 1862
- XI. Korps (German Corps), Army of the Potomac, September 1862 bis Februar 1863
- Wehrbezirk Lehigh, Wehrbereich Susquehanna, August 1863 – Februar 1864
- Wehrbereich West Virginia, Februar bis Mai 1864
- Wehrbezirk Harpers Ferry, Wehrbereich West Virginia, Mai bis Juli 1864[18]

## Familie
Sigel war mit Elise Dulon (* 1834) verheiratet, der Tochter von Rudolph Dulon, die am 17. Januar 1910 in der Bronx verstarb. Aus der Ehe gingen fünf Kinder hervor:
- Robert
- Paul
- Rudolph
- Lelia (auch Leila oder Lelle)[20]
- Franz[21][22]

Franz Sigels Bruder Albert Sigel (* 13. November 1827 Sinsheim † 15. August 1884 St. Louis) war ebenso ein Forty-Eighter, Generaladjutant von Missouri und Oberst des 5. Missouri-Kavallerie-Regiments (Staatsmiliz), Journalist und Lyriker.

## Literarische Verarbeitung
Stefan Heym hat in seinem Roman Lenz oder die Freiheit Sigel als Nebenfigur auftreten lassen, das Schicksal des fiktiven Titelhelden Lenz beinhaltet zudem einige Elemente aus Sigels Leben. Als der Südwestfunk den Stoff 1986 aufwändig verfilmte, übernahm die Rolle Sigels Christoph Waltz.

## Namensverleihung
- Der Franz-Sigel-Weg in Horben erinnert an seinen dortigen Aufenthalt vor dem Gefecht in Günterstal
- Eine Bark und drei Schoner trugen den Namen GENERAL SIGEL[25]
- Der Schoner General Franz Sigel war im Juli 1903 mit Kohlen beladen im Eriesee bei Stoney Point gesunken.[26]

## Schriften
- Franz Sigel: The Pea Ridge Campaign, Century Corporation 1887 The Pea Ridge Campaign, von Franz Sigel (englisch)
- Wilhelm Blos (Hrsg.): Denkwürdigkeiten des Generals Franz Sigel aus den Jahren 1848 und 1849. Bensheimer, Mannheim 1902, S. 166, urn:nbn:de:hebis:30:2-23677.